# Vane Hungerford Pennell

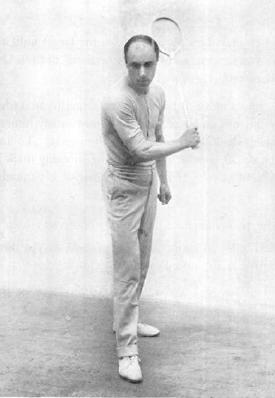
Vane Pennell (1908)

Vane Pennell (Kensington, 16 de agosto de 1876 - Bournemouth, 17 de junio de 1939) fue un atleta inglés que compitió en las pruebas de raquetas y jeu de paume por Gran Bretaña.
A pesar de un difícil comienzo de su carrera deportiva, que fue rechazada por un equipo en la universidad, Vane se dedicó al tenis y sus variaciones, participando de campeonatos, siendo finalista y siete veces como campeón mundial en el jeu de paume. Pennel obtuvo una medalla olímpica, conquistada en la edición británica, en los Juegos Olímpicos de Londres, en 1908. En esta ocasión, salió campeón de la prueba de duplas junto con John Jacob Astor (raquetas), después de superar a sus compatriotas Cecil Browning, Edward William Bury y Evan Baille Noel, Henry Meredith Leaf. En esta misma edición, también compitió en el jeu de paume, el cual terminó en quinto lugar por equipos. Esa fue la primera y última edición de ambos deportes en los Juegos Olímpicos. Luego de ese período, se dedicó al hockey sobre hielo, deporte por el cual nuevamente representó a Gran Bretaña, como capitán, de esa vez en un enfrentamiento contra Francia.